# Guala de Roniis
Guala de Roniis (lub  Guala da Bergamo) (ur. 1180 w Bergamo, we Włoszech, zm. 3 września 1244) – włoski błogosławiony Kościoła katolickiego, biskup Brescii, dominikanin.

## Życiorys
W 1219 roku wstąpił do Zakonu Kaznodziejskiego założonego przez św. Dominika Guzmána. Był pierwszym inkwizytorem wiary i legatem papieskim. W 1229 roku został mianowany przez papieża Grzegorza IX na biskupa Brescii. Zmarł 3 września 1244 roku.
Jego kult jako błogosławionego został potwierdzony 1 października 1868 roku przez papieża Piusa IX. Jego wspomnienie liturgiczne obchodzone jest 4 września.